# Ledion Liço
 (avril 2025).
Ledion Liço (né le 13 juin 1986) est un animateur de télévision, producteur, chanteur et directeur des médias albanais. Il est surtout connu pour animer depuis 2024 l'émission de télé-réalité Big Brother VIP Albanie (en). Il travaille depuis de nombreuses années avec la chaîne Top Channel Albania en tant que directeur créatif et Top Albania Radio en tant que directeur général.

## Carrière
Liço commence sa carrière en 2005 comme animateur des émissions Wake Up et Shtojzovallet. Par la suite, il se fait connaître grâce à son travail sur des émissions musicales et de divertissement comme Top Fest (2007–2016), Top Awards et Unplugged (2006–2008). En 2015, il présente Big Brother Albania 8. Il travaille également sur The Voice of Albania (2011–2017) et The Voice Kids Albania (2016–2018), où il est producteur exécutif.
Depuis 2019, Liço est directeur exécutif de Top Channel Films et Top Albania Radio. En 2020, il devient directeur artistique de Top Channel Albania. En 2024, Liço revient pour animer la troisième saison de Big Brother VIP Albania. Il est ensuite confirmé comme animateur pour la quatrième saison. Liço a également travaillé sur des émissions musicales telles que A.Live.Night (2022), Summer Dance et Heineken Sessions.

## Filmographie

### Télévision
- Ethet e së Premtes (2002) – candidat
- Wake Up – animateur, producteur
- Shtojzovallet (2005) – animateur
- Top Fest (2007-2016) – animateur, également participant en 2008
- Unplugged (2006-2009) – animateur
- The Voice of Albania (2012-2015, 2017) – animateur
- Top Music Awards (2016) – animateur
- Voice Kids Albania (2018) – animateur, producteur exécutif
- Big Brother VIP Albania (2024-présent) – animateur

### Radio
- Wake Up – animateur, producteur
- Heineken Sessions (2015) – producteur
- A.Live.Night (2022) – producteur

## Vie privée
Liço est marié à Sara Hoxha, copropriétaire de Top Media, la société mère de la chaîne Top Channel Albania. Ensemble, ils ont trois enfants.